# Coppa Italia 1938/1939
Šestý ročník Coppa Italia (italského fotbalového poháru) se konal od 4. září 1938 do 18. května 1939. Turnaj vyhrál Ambrosiana-Inter, který porazil ve finále Novaru 2:1. Nejlepším střelcem se stal italský hráč Alberto Marchetti (Vicenza), který vstřelil 11 branek.

## Účastníci

### Serie A
| - Ambrosiana-Inter - Bari - Boloňa - Janov | - Juventus - Lazio - Liguria - Livorno | - Lucchese - Milán - Modena - Neapol | - Novara - Řím - Turín - Triestina |

### Serie B
| - Alessandria - Anconitana-Bianchi - Atalanta - Benátky - Casale | - Fanfulla - Fiorentina - Padova - Palermo - Pisa | - Pro Vercelli - Salernitana - Sanremese - Siena | - SPAL - Spezia - Verona - Vigevano |

### Serie C
| - Acqui - Arsa - Aeronautica Umbra - Alfa Romeo - Albingaunia - Ampelea - Andrea Doria - Aquila - Arezzo - Ascoli - Asti - Audace SME - Baracca Lugo - Bagnolese - Biellese - Borzacchini Terni - Brescia - Brindisi - Cagliari - CRDA Monfalcone - Cantú - Caratese - Carpi - Casalini - Catania - Centrale del Latte - Cerignola | - Civitavecchia - Como - Cosenza - Crema - Cremonese - Cuneo - Cusiana - Derthona - Empoli - Entella - Falck - Fano - FIAT - Fiumana - Foggia - Forlì - Forlimpopoli - Gallaratese - Grion Pula - Grosseto - Gubbio - Imperia - Jesi - Juventus Domo - Juventus Siderno - Dominante R.C. - Lecce | - Lecco - Legnano - Rimini - Macerata - Manfredonia - Manlio Cavagnaro - Mantova - Marzotto Valdagno - Messina - Meste - MATER - Molinella - Monza - Palmese - Parma - Pavese Luigi Belli - Perugia - Pescara - Piacenza - Pinerolo - Pistoiese - Pontedera - Ponziana - Potenza - Prato - Pro Gorizia - Pro Italia | - Pro Patria - Ravenna - Reggiana - Rovigo - SAFFA Fucecchio - Sambenedettese - San Giorgio Fois - Savoia - SIAI Marchetti - Savona - Seregno - Signa - Simaz Popoli - Siracusa - Stabia - Supertessile Rieti - Taranto - Tiferno - Tigullia - Treviso - Udinese - Vado - Valpolcevera - Varese - Vicenza - Vincenzo Benini - Vis Pesaro |

## Zápasy

### Kvalifikace
Zápasy byly na programu 4. a 8. září 1938.
Kvalifikačního kola se účastnilo 88 klubů ze 3. ligy.
Poznámky
|  | Postup do dalšího kola |

| Domácí             | Výsledek     | Hosté              |
| ------------------ | ------------ | ------------------ |
| Audace SME         | 2:2, 0:6     | Vicenza            |
| Grion Pula         | 1:2          | Arsa               |
| Ponziana           | 1:2          | Ampelea            |
| Pro Gorizia        | 3:3, 2:1     | CRDA Monfalcone    |
| Treviso            | 1:0          | Udinese            |
| Marzotto Valdagno  | 6:1          | Meste              |
| Carpi              | 2:3          | Parma              |
| Pavese Luigi Belli | 0:1 v prodl. | Derthona           |
| Reggiana           | 1:0          | Caratese           |
| Lecco              | 4:3 v prodl. | Cantú              |
| Monza              | 6:0          | Cremonese          |
| Falck              | 1:0          | Casalini           |
| Brescia            | 2:0          | Crema              |
| Como               | 3:1          | SIAI Marchetti     |
| Juventus Domo      | 1:2          | Pro Patria         |
| Legnano            | 2:2, 3:1     | FIAT               |
| Varese             | 1:0          | Gallaratese        |
| Seregno            | 3:0          | Cusiana            |
| Pinerolo           | 2:1          | Asti               |
| Entella            | 2:2, 2:1     | Andrea Doria       |
| Vado               | 2:0          | Centrale del Latte |
| Tigullia           | 0:2          | Manlio Cavagnaro   |
| Cuneo              | 1:3          | Imperia            |
| Albingaunia        | 1:3          | Acqui              |
| Empoli             | 3:1          | Vincenzo Benini    |
| SAFFA Fucecchio    | 0:2          | Pistoiese          |
| Arezzo             | 0:2          | Prato              |
| Grosseto           | 1:0          | Signa              |
| Forlimpopoli       | 4:2          | Baracca Lugo       |
| Molinella          | 3:2          | Forlì              |
| Rimini             | 0:2          | Fano               |
| Macerata           | 5:1          | Ascoli             |
| Gubbio             | 0:6          | Jesi               |
| Vis Pesaro         | 8:1          | Sambenedettese     |
| Perugia            | 3:0          | Tiferno            |
| Borzacchini Terni  | 4:1          | Aeronautica Umbra  |
| Supertessile Rieti | 2:0          | Pescara            |
| Savoia             | 2:1          | Bagnolese          |
| Taranto            | 3:2          | Lecce              |
| Brindisi           | 1:0          | Pro Italia         |
| Cerignola          | 0:2          | Stabia             |
| Foggia             | 0:2          | Manfredonia        |
| Dominante R.C.     | 2:0          | Messina            |
| Catania            | 0:2          | Palmese            |

### 1. kvalifikační kolo
Zápasy byly na programu mezi 8.  a 20. října 1938.
| Domácí            | Výsledek     | Hosté              |
| ----------------- | ------------ | ------------------ |
| Piacenza          | 1:2          | Mantova            |
| Ampelea           | 1:1, 1:2     | Arsa               |
| Rovigo            | 4:2          | Pro Gorizia        |
| Marzotto Valdagno | 1:2          | Vicenza            |
| Treviso           | 3:1          | Fiumana            |
| Monza             | 5:0          | Derthona           |
| Reggiana          | 2:1 v prodl. | Parma              |
| Lecco             | 0:1          | Falck              |
| Brescia           | 1:0          | Alfa Romeo         |
| Biellese          | 8:2          | Legnano            |
| Varese            | 2:1          | Pro Patria         |
| Seregno           | 1:0          | Como               |
| Savona            | 4:3          | Acqui              |
| Valpolcevera      | 4:2          | Vado               |
| Manlio Cavagnaro  | 5:1          | Entella            |
| Imperia           | 2:1          | Pinerolo           |
| Pistoiese         | 0:0, 0:2     | Molinella          |
| Prato             | 2:0          | Empoli             |
| Pontedera         | 1:0          | Grosseto           |
| Ravenna           | 7:0          | Forlimpopoli       |
| Fano              | 1:0          | Macerata           |
| Jesi              | 1:2 v prodl. | Vis Pesaro         |
| Borzacchini Terni | 1:1, 2:0     | Perugia            |
| Civitavecchiese   | 1:0          | Supertessile Rieti |
| Aquila            | 2:2, 0:7     | MATER              |
| Simaz Popoli      | 3:1          | Manfredonia        |
| Stabia            | 3:0          | Savoia             |
| Cagliari          | 2:0          | San Giorgio Fois   |
| Siracusa          | 0:2          | Dominante R.C.     |
| Taranto           | 2:0          | Brindisi           |
| Cosenza           | 1:2          | Potenza            |
| Juventus Siderno  | 2:0          | Palmese            |

### Kvalifikační kolo pro Serii B
Zápasy byly na programu 11. září 1938.
| Domácí     | Výsledek | Hosté    |
| ---------- | -------- | -------- |
| Fanfulla   | 1:2      | Vigevano |
| Fiorentina | 4:0      | Verona   |

### 2. kvalifikační kolo
Zápasy byly na programu mezi 23. a 27. října 1938.
| Domácí            | Výsledek           | Hosté            |
| ----------------- | ------------------ | ---------------- |
| Treviso           | 5:1                | Arsa             |
| Vicenza           | 6:3                | Rovigo           |
| Mantova           | 1:1 a 2:4          | Monza            |
| Varese            | 0:2                | Biellese         |
| Reggiana          | 1:1 a 0:1          | Brescia          |
| Seregno           | 3:1                | Falck            |
| Valpolcevera      | 1:0                | Manlio Cavagnaro |
| Savona            | 0:1                | Imperia          |
| Ravenna           | 1:2                | Molinella        |
| Prato             | 6:0                | Pontedera        |
| Vis Pesaro        | 1:0                | Fano             |
| Civitavecchiese   | 3:2                | Cagliari         |
| Borzacchini Terni | 0:0 a 0:3          | Simaz Popoli     |
| Stabia            | 1:1 a 5:4 v prodl. | MATER            |
| Taranto           | 1:0                | Potenza          |
| Juventus Siderno  | 1:0                | Dominante R.C.   |

### 3. kvalifikační kolo
Zápasy byly na programu mezi 19. a 24. listopadu 1938.
| Domácí             | Výsledek     | Hosté           |
| ------------------ | ------------ | --------------- |
| Padova             | 3:1          | Vigevano        |
| Prato              | 2:2 a 0:1    | Fiorentina      |
| Vicenza            | 2:1          | Treviso         |
| Atalanta           | 3:1          | Seregno         |
| Biellese           | 2:1          | Casale          |
| Brescia            | 0:1          | Benátky         |
| Monza              | 3:2          | Valpolcevera    |
| Pro Vercelli       | 4:3          | Alessandria     |
| Imperia            | 2:1          | Sanremese       |
| Spezia             | 1:0          | Molinella       |
| Anconitana-Bianchi | 6:1          | SPAL            |
| Vis Pesaro         | 1:0          | Pisa            |
| Siena              | 2:3 v prodl. | Civitavecchiese |
| Stabia             | 0:1          | Simaz Popoli    |
| Taranto            | 2:3 v prodl. | Salernitana     |
| Juventus Siderno   | 0:0 a 0:3    | Palermo         |

### Šestnáctifinále
Zápasy byly na programu mezi 25. prosince 1938 a 5. ledna 1939

Účastnilo se jí všechny kluby ze Serie A.
| Domácí       | Výsledek     | Hosté              |
| ------------ | ------------ | ------------------ |
| Triestina    | 1:0 v prodl. | Boloňa             |
| Vis Pesaro   | 0:4          | Řím                |
| Monza        | 2:0          | Civitavecchiese    |
| Biellese     | 2:1          | Lucchese           |
| Padova       | 1:3          | Juventus           |
| Janov        | 5:2          | Fiorentina         |
| Pro Vercelli | 1:1 a 0:2    | Novara             |
| Simaz Popoli | 3:2 v prodl. | Liguria            |
| Spezia       | 0:1          | Benátky            |
| Turín        | 2:1          | Imperia            |
| Milán        | 4:0          | Anconitana-Bianchi |
| Livorno      | 2:1          | Salernitana        |
| Neapol       | 1:1 a 0:1    | Ambrosiana-Inter   |
| Modena       | 3:2 v prodl. | Bari               |
| Palermo      | 2:1 v prodl. | Vicenza            |
| Lazio        | 1:0          | Atalanta           |

### Osmifinále
Zápasy byly na programu 6. dubna 1939.
| Domácí       | Výsledek     | Hosté            |
| ------------ | ------------ | ---------------- |
| Livorno      | 0:1 v prodl. | Ambrosiana-Inter |
| Řím          | 2:1          | Triestina        |
| Monza        | 2:1          | Biellese         |
| Juventus     | 0:1          | Janov            |
| Simaz Popoli | 0:1          | Novara           |
| Modena       | 3:0          | Palermo          |
| Benátky      | 3:2          | Turín            |
| Milán        | 2:1          | Lazio            |

### Čtvrtfinále
Zápasy byly na programu 23. dubna 1939.
| Domácí           | Výsledek | Hosté  |
| ---------------- | -------- | ------ |
| Ambrosiana-Inter | 1:0      | Řím    |
| Monza            | 1:2      | Janov  |
| Novara           | 3:0      | Modena |
| Benátky          | 1:2      | Milán  |

### Semifinále
Zápasy byly na programu 7. a 9. května 1939.
| Domácí | Výsledek     | Hosté            |
| ------ | ------------ | ---------------- |
| Janov  | 1:3 v prodl. | Ambrosiana-Inter |
| Milán  | 2:3          | Novara           |

## Finále
| 18. 5. 1939            |       |            |                               |
| Ambrosiana-Inter       | 2 : 1 | Novara     | Stadio Nazionale, Řím, Itálie |
| Ferraris 8' Frossi 26' |       | 59' Romano | Stadio Nazionale, Řím, Itálie |

|                |    |                   |  |
|                |    |                   |  |
|                | 1  | Orlando Sain      |  |
|                | 2  | Carmelo Buonocore |  |
|                | 3  | Duilio Setti      |  |
|                | 4  | Ugo Locatelli     |  |
|                | 5  | Renato Olmi       |  |
|                | 6  | Aldo Campatelli   |  |
|                | 7  | Annibale Frossi   |  |
|                | 8  | Attilio Demaría   |  |
|                | 9  | Umberto Guarnieri |  |
|                | 10 | Giuseppe Meazza   |  |
|                | 11 | Pietro Ferraris   |  |
| Trenér:        |    |                   |  |
| Tony Cargnelli |    |                   |  |

|               |    |                        |  |
|               |    |                        |  |
|               | 1  | Angelo Caimo           |  |
|               | 2  | Virginio Bonati        |  |
|               | 3  | Edoardo Galimberti     |  |
|               | 4  | Carlo Rigotti          |  |
|               | 5  | Edmondo Mornese        |  |
|               | 6  | Angelo Galli           |  |
|               | 7  | Marco Borrini          |  |
|               | 8  | Marco Romano           |  |
|               | 9  | Alfredo Marchionneschi |  |
|               | 10 | Remo Versaldi          |  |
|               | 11 | Vittorio Barberis      |  |
| Trenér:       |    |                        |  |
| Carlo Rigotti |    |                        |  |

## Vítěz
| Coppa Italia Vítěz pro rok 1938/1939 |
| ------------------------------------ |
| FC Inter Milán                       |
|                                      |

## Střelecká listina
| Pořadí | Jméno               | Klub             | Branky |
| ------ | ------------------- | ---------------- | ------ |
| 1.     | Alberto Marchetti   | Vicenza          | 11     |
| 2.     | Colombo             | Monza            | 6      |
| 3.     | Ettore Brossi       | MATER            | 5      |
| 3.     | Natale Cereda       | Legnano          | 5      |
| 3.     | Gelosa              | Monza            | 5      |
| 3.     | Fiorano Grassi      | Monza            | 5      |
| 3.     | Paolucci            | Manlio Cavagnaro | 5      |
| 3.     | Vittorio Sentimenti | Modena           | 5      |
| 3.     | Mario Spagnoli      | Prato            | 5      |